# トヨタ自動車陸上長距離部
トヨタ自動車陸上長距離部（トヨタじどうしゃりくじょうちょうきょりぶ）は、トヨタ自動車の男子陸上競技部である。

## 概要
トヨタ自動車田原工場のある愛知県田原市を本拠地とし、「長距離部」の名の通りマラソン競走・駅伝競走を含めた長距離走を専門分野とする。トヨタ社内には長距離部とは別にトヨタ本社のある豊田市のトヨタスポーツセンターを拠点に長距離以外を対象とした「陸上競技部」（男子棒高跳オリンピック3大会出場山本聖途ら所属）も存在する。
創部は1985年。当時は陸上競技部と同じ豊田市を本拠地としていたが、翌年に田原町（当時）に移転。トヨタ社内に5つある「スポーツ強化部門」のひとつとして、会社から支援を受けている。
2008年に元コニカミノルタコーチの佐藤敏信を監督として迎えると次第に結果を残すようになり、2011年の全日本実業団対抗駅伝競走大会（ニューイヤー駅伝）で初優勝を飾った。2015年には4年ぶり2回目の優勝、2016年も優勝し2連覇を果たした。2025年現在、佐藤敏信監督就任後17年連続で入賞を続けている。この他、名岐駅伝や中部実業団対抗駅伝（全日本大会の予選）でも好成績を残している。

## 主な実績

### 部内最高記録
| 種目           | 記録保持者 | 記録          | 大会                                 | 年月日         |
| -------------- | ---------- | ------------- | ------------------------------------ | -------------- |
| 1500m          | 吉居大和   | 3分39秒75     | 第68回中部実業団対抗陸上競技大会     | 2024年5月11日  |
| 3000m          | 田中秀幸   | 7分55秒45     | ホクレン・ディスタンスチャレンジ深川 | 2018年7月11日  |
| 5000m          | 鈴木芽吹   | 13分17秒75    | 第108回日本陸上競技選手権大会        | 2024年6月28日  |
| 10000m         | 太田智樹   | 27分12秒53    | 第107回日本陸上競技選手権大会        | 2023年12月10日 |
| ハーフマラソン | 太田智樹   | 59分27秒      | 香川丸亀国際ハーフマラソン           | 2025年2月2日   |
| マラソン       | 西山雄介   | 2時間06分31秒 | 東京マラソン                         | 2024年3月3日   |

### 全日本実業団対抗駅伝競走大会（ニューイヤー駅伝）成績
2009年以降のみ掲載。 走者 は区間賞。
| 年     | 総合順位 | 1区走者  | 2区走者              | 3区走者  | 4区走者              | 5区走者  | 6区走者  | 7区走者  |
| ------ | -------- | -------- | -------------------- | -------- | -------------------- | -------- | -------- | -------- |
| 2009年 | 5位      | 吉村尚悟 | ジョン・ツォー       | 尾田賢典 | 浜野健               | 高橋謙介 | 三島慎吾 | 菅谷宗弘 |
| 2010年 | 5位      | 吉村尚悟 | ジョン・ツォー       | 浜野健   | 尾田賢典             | 高橋謙介 | 三島慎吾 | 菅谷宗弘 |
| 2011年 | 優勝     | 宮脇千博 | ジョン・ツォー       | 高林祐介 | 尾田賢典             | 菅谷宗弘 | 松本賢太 | 熊本剛   |
| 2012年 | 4位      | 松本賢太 | ジョン・ツォー       | 宮脇千博 | 尾田賢典             | 熊本剛   | 大石港与 | 高林祐介 |
| 2013年 | 8位      | 宮脇千博 | ジョン・ツォー       | 高林祐介 | 外丸和輝             | 大石港与 | 井上翔太 | 尾田賢典 |
| 2014年 | 7位      | 藤本拓   | ジョセフ・カマシ     | 田中秀幸 | 宮脇千博             | 大石港与 | 松本賢太 | 熊本剛   |
| 2015年 | 優勝     | 藤本拓   | ジョセフ・カマシ     | 宮脇千博 | 窪田忍               | 大石港与 | 田中秀幸 | 早川翼   |
| 2016年 | 優勝     | 早川翼   | ジョセフ・カマシ     | 大石港与 | 窪田忍               | 宮脇千博 | 田中秀幸 | 山本修平 |
| 2017年 | 準優勝   | 藤本拓   | ヒラム・ガディア     | 大石港与 | 服部勇馬             | 早川翼   | 田中秀幸 | 宮脇千博 |
| 2018年 | 3位      | 藤本拓   | ニコラス・コシンベイ | 田中秀幸 | 宮脇千博             | 大石港与 | 窪田忍   | 早川翼   |
| 2019年 | 3位      | 早川翼   | ニコラス・コシンベイ | 大石港与 | 藤本拓               | 服部勇馬 | 窪田忍   | 松本稜   |
| 2020年 | 準優勝   | 藤本拓   | ニコラス・コシンベイ | 西山雄介 | 大石港与             | 服部勇馬 | 田中秀幸 | 早川翼   |
| 2021年 | 準優勝   | 田中秀幸 | ビダン・カロキ       | 西山雄介 | 窪田忍               | 服部勇馬 | 青木祐人 | 大石港与 |
| 2022年 | 5位      | 田中秀幸 | 堀尾謙介             | 太田智樹 | 西山雄介             | 服部勇馬 | 西山和弥 | 大石港与 |
| 2023年 | 3位      | 田中秀幸 | アレックス・チェロノ | 太田智樹 | 西山雄介             | 丸山竜也 | 西山和弥 | 服部勇馬 |
| 2024年 | 優勝     | 大石港与 | 太田智樹             | 田澤廉   | コリル・フェリックス | 田中秀幸 | 西山雄介 | 服部勇馬 |
| 2025年 | 3位      | 吉居大和 | 鈴木芽吹             | 太田智樹 | サムエル・キバティ   | 西山雄介 | 湯浅仁   | 田中秀幸 |

## 選手・スタッフ

### 現在の所属選手・スタッフ
- 佐藤敏信（総監督）
- 熊本剛 （監督）
- 辻大和（コーチ）
- 服部勇馬（キャプテン）
- 西山雄介（副キャプテン）
- 田中秀幸
- 安井雄一
- 畔上和弥
- 太田智樹
- 佐藤敏也
- ビダン・カロキ
- 西田壮志
- 西山和弥
- 丸山竜也
- 野中優志
- 内田隼太
- 田澤廉
- 野村優作
- 三山翔太
- コリル・フェリックス
- 鈴木芽吹
- 吉居大和
- サムエル・キバティ（英語版）
- 湯浅仁

### 過去の主な所属選手
- ジョセフ・オツオリ
- 浜野健
- サイモン・マイナ
- 岩水嘉孝
- ムワンギ・ムリギ
- 高橋謙介
- 三島慎吾
- 野口功太
- 尾田賢典
- 髙林祐介
- 井上翔太
- 松原健太
- ジョセフ・カマシ
- 外丸和輝
- ヒラム・ガディア
- 藤井啓介
- 伊藤祐哉
- 松本賢太
- デビッド・ムフフ
- 早川翼
- 山本修平
- 近藤聖志
- ニコラス・コシンベイ
- 安永淳一
- 藤本拓
- 森拳真
- 堀尾謙介
- 宮脇千博
- アレックス・チェロノ
- 青木祐人
- 大石港与
- 松本稜
- 山藤篤司